# Pier Luigi Thiébat
Pier Luigi Thiébat (pron. fr. AFI: [tjeba]) (Challand-Saint-Anselme, 22 aprile 1946) è un politico italiano, sindaco di Aosta dal 1995 al 2000.
È fratello di Enrico Thiébat.